# Tennis aux Jeux de l'Extrême-Orient
L'épreuve de tennis aux Jeux de l'Extrême-Orient était la seule compétition majeure de tennis en Asie, avant la Seconde Guerre mondiale. Elle fut disputée par des joueurs venant de Chine, des Philippines et du Japon (dès la troisième édition).

## Palmarès
| N° | Édition                       | Ville hôte | Simple            | Double                           |
| -- | ----------------------------- | ---------- | ----------------- | -------------------------------- |
| 1  | Jeux de l'Extrême-Orient 1913 | Manille    | Leonardo Suarez   | Gil Fargas Leonardo Suarez       |
| 2  | Jeux de l'Extrême-Orient 1915 | Shanghai   | Ichiya Kumagae    | Ichiya Kumagae Kashio Seiichiro  |
| 3  | Jeux de l'Extrême-Orient 1917 | Tokyo      | Ichiya Kumagae    | Ichiya Kumagae Hachishiro Mikami |
| 4  | Jeux de l'Extrême-Orient 1919 | Manille    | Hachishiro Mikami | Emiliano Bolaños Gil Fargas      |
| 5  | Jeux de l'Extrême-Orient 1921 | Shanghai   | Gil Fargas        | Gil Fargas Leonardo Suarez       |
| 6  | Jeux de l'Extrême-Orient 1923 | Osaka      | Teizo Toba        | Tamino Abe Kawasuma              |
| 7  | Jeux de l'Extrême-Orient 1925 | Manille    | Gavia             | Kobayashi Yoshida                |
| 8  | Jeux de l'Extrême-Orient 1927 | Shanghai   | Khoo Hooi Hye     | Gordon Lum Khoo Hooi Hye         |
| 9  | Jeux de l'Extrême-Orient 1930 | Tokyo      | ?                 | ?                                |
| 10 | Jeux de l'Extrême-Orient 1934 | Manille    | Felicisimo Ampon  | ?                                |

## Tableau des médailles
| Rang | Nation      | Or | Argent | Bronze | Total |
| ---- | ----------- | -- | ------ | ------ | ----- |
| 1    | Japon       | 8  | ?      | ?      | ?     |
| 2    | Philippines | 6  | ?      | ?      | ?     |
| 3    | Chine       | 2  | ?      | ?      | ?     |